# Miroslav Tyrš
Miroslav Tyrš, nazwisko rodowe Friedrich Tirsch (ur. 17 września 1832 w Děčínie, zm. 8 sierpnia 1884 Oetz w Tyrolu), profesor na Uniwersytecie Karola oraz na ČVUT w Pradze, z pochodzenia Niemiec, był czeskim krytykiem i historykiem sztuki oraz założycielem ogólnoświatowego ruchu gimnastycznego Sokół oraz twórcą metody gimnastyki sokolej.
Miroslav Tyrš był synem niemieckiego lekarza osiadłego w Mladá Boleslav, gdzie spędził również lata dziecięce. Następnie naukę kontynuował w gimnazjum w Pradze, gdzie również ukończył studia. W roku 1862 wraz z Jindřichem Fügnerem założyli w Pradze organizację, której celem była troska o poprawę sprawności fizycznej oraz podniesienie ogólnego poziomu wykształcenia ludzi dorosłych.
Gimnastyczny ruch Sokoli rozprzestrzenił się obejmując swym zasięgiem Polskę, Jugosławię, Bułgarię, Rosję, USA i Kanadę.
Miroslav Tyrš zmarł śmiercią tragiczną podczas wyprawy w Alpy.

## Twórczość
- Hod olympický (1868)
- Základové tělocviku (1868-1872)
- Láokoón. Dílo doby římské (1873)
- O podmínkách vývoje a zdaru činnosti umělecké (1873)
- O slohu gotickém (1881)
- Rozbor estetický (1881)
- Úvahy a řeči Dr. M. T., ed. J. Scheiner (1894)
- Mohamed a nauka jeho (pierwotnie czasopismo Květy 1870, 1925)
- Dr. M. T. O umění I–VI, ed. R. Tyršová (1932-1937)